# Василик Віталій Володимирович
Віталій Володимирович Василик — старший солдат Збройних Сил України, учасник російсько-української війни, що загинув у ході російського вторгнення в Україну в 2022 році.

## Життєпис
Віталій Василик народився 1985 року в місті Івано-Франківськ. З початком війни на сході України перебував у зоні АТО протягом 2014—2016 років. Добровольцем пішов і в 2022 році з початком повномасштабного російського вторгнення в Україну.
Прощання із загиблим воїном проходило в дерев'яній церкві на вул. Нечуя-Левицького, 6 в мікрорайоні «Пасічна» Івано-Франківська. Поховали Віталія Василика 2 квітня 2022 року в рідному Івано-Франківську.

## Нагороди
- орден За мужність III ступеня (2022, посмертно) — за особисту мужність і самовіддані дії, виявлені у захисті державного суверенітету та територіальної цілісності України, вірність військовій присязі [4].